# Paepalanthus strictus
Paepalanthus strictus är en gräsväxtart som beskrevs av Friedrich August Körnicke. Paepalanthus strictus ingår i släktet Paepalanthus och familjen Eriocaulaceae. Inga underarter finns listade i Catalogue of Life.